# Port lotniczy Hun
Port lotniczy Hun (IATA: HUQ, ICAO HLON) – regionalny port lotniczy położony w mieście Hun, w Libii.